# Hesperempis mabelae
Hesperempis mabelae är en tvåvingeart som först beskrevs av Axel Leonard Melander 1902.  Hesperempis mabelae ingår i släktet Hesperempis och familjen dansflugor. Inga underarter finns listade i Catalogue of Life.